# Plechanowo (obwód lipiecki)
Plechanowo (ros. Плеханово) – wieś (sieło) w Rosji, w obwodzie lipieckim, w rejonie griazińskim. W 2010 liczyła 1986 mieszkańców.